# Østre Boldklub
Østre Boldklub (ØB) er en boldklub i Risingkvarteret i Odense. Klubben har holdt til på Arkonavej siden 1959.
ØB har i dag seks herre-seniorhold, hvoraf 1.holdet i efteråret 2010 rykkede op i Fynsserien under cheftræner Morten Rasmussen. 
I dag spiller holdet i Danmarksserien, Klubben har også dame-seniorhold og ungdomshold.

## Historie
ØB havde sin start i august 1929 da smede fra Wittenborgs fabrik stiftede fodboldklubben Activ. Klubben spillede fodboldkampe mod andre virksomheder i Odense og i juli 1930 sluttede man sig sammen med Rasmussens Jernstøberi (Tasso) og Trianglen og en ny arbejderklub blev stiftet den 6. juli 1930, men navnet B1930.
Klubben havde fra starten en bane i Steinsgade som den delte med Boldklubben Chang. Klubben meldte sig 1930 ind i Arbejdernes Boldspil Union (senere DAI). I 1938 blev klubben meldt ind i FBU og måtte samtidigt ændre navnet til Boldklubben DAN på grund af at man havde for mange årstalsklubber.
I 1946 slogs Boldklubben DAN sammen med Boldklubben Chang og dannede klubben Østre Boldklub (ØB) som stadig er klubbens navn. I 1950'erne blev klubhus og baneforhold i Steinsgade blev for små og den nuværende bane på Arkonavej ved Risingparken blev i 1959 tildelt klubben af Odense Kommune. 
ØB spillede i 1960'ern og starten af 1970'erne i fynsserien, men fra 1974-1979 måtte ØB spille i FBU’s serie 2. ØB oplevede atter fremgang i 1980'erne, hvor træneren Stig Ladegaard formåede at stabilisere førsteholdet i serie 1 og senere i 1987 sørge for oprykning til fynsserien hvor holdet befandt sig indtil 1994. 
Jørgen Andersen er i dag klubbens formand.  
ØB er medlem af lokalunionen DBUFYN.

## Ekstern kilde/henvisning
- ØBs officielle hjemmeside
- ØB: Østre Boldklub 1930-1990, historien om en fodboldklub, Författare Kaj Mehr. (48 sider)